# Człowiek ze złotym pistoletem (film)

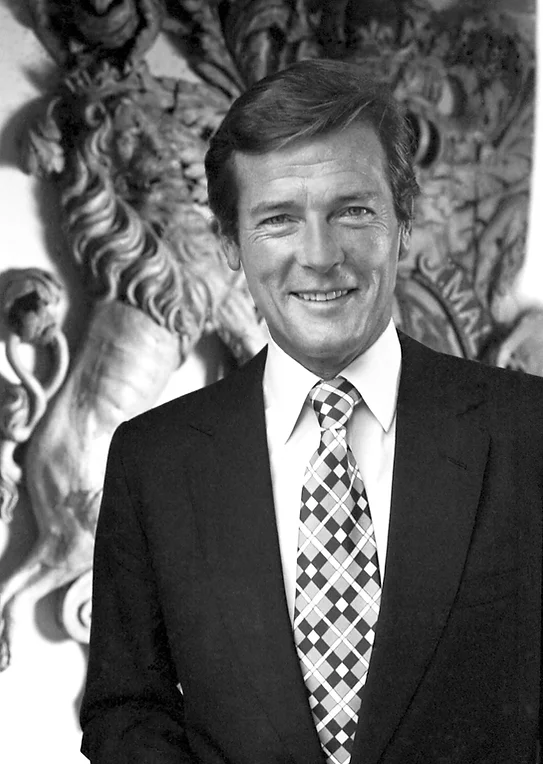
Roger Moore po raz drugi wcielił się w postać Jamesa Bonda

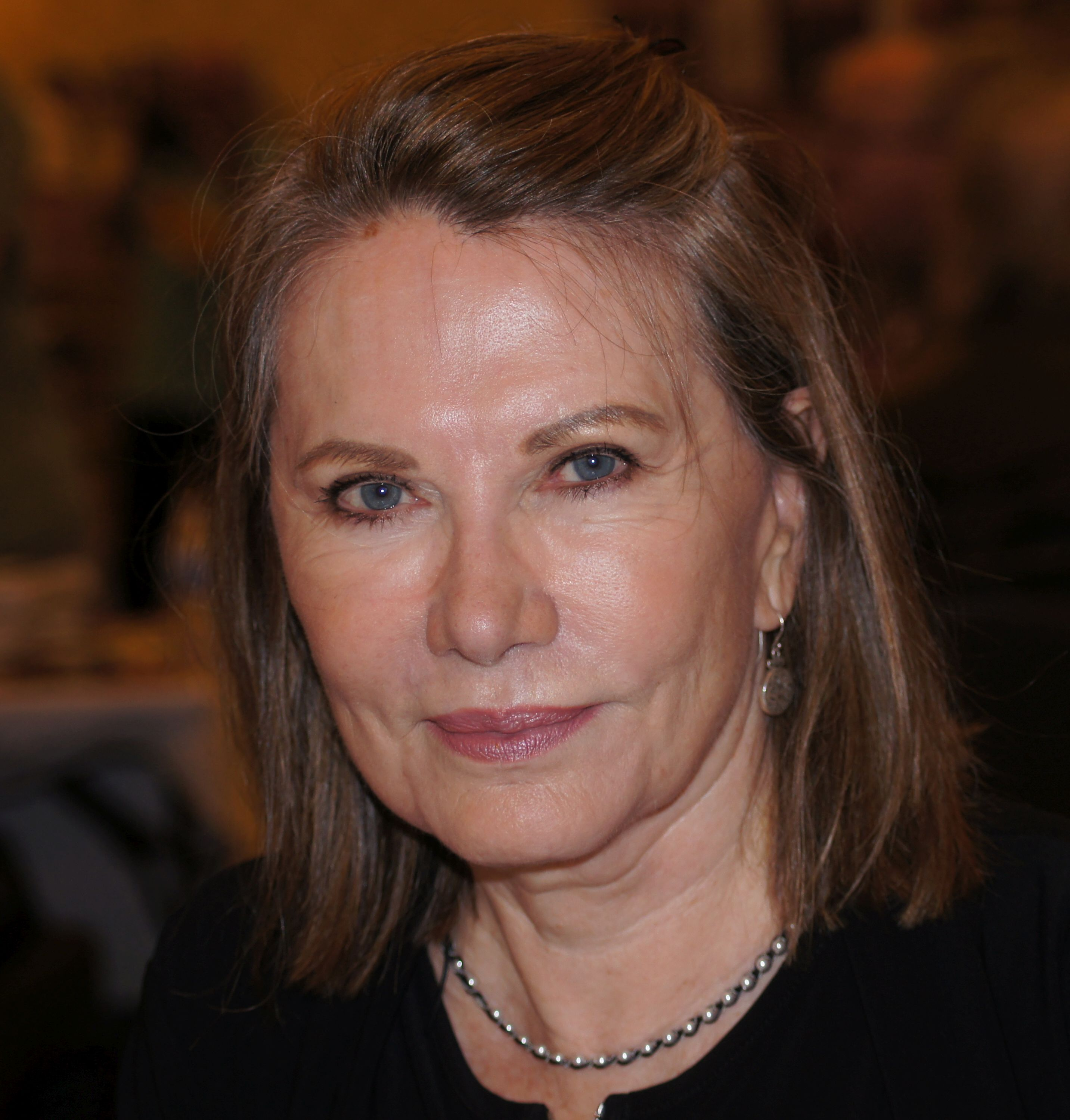
Maud Adams na zdjęciu z 2019 roku. Aktorka wcieliła się w postać Andrei Anders.

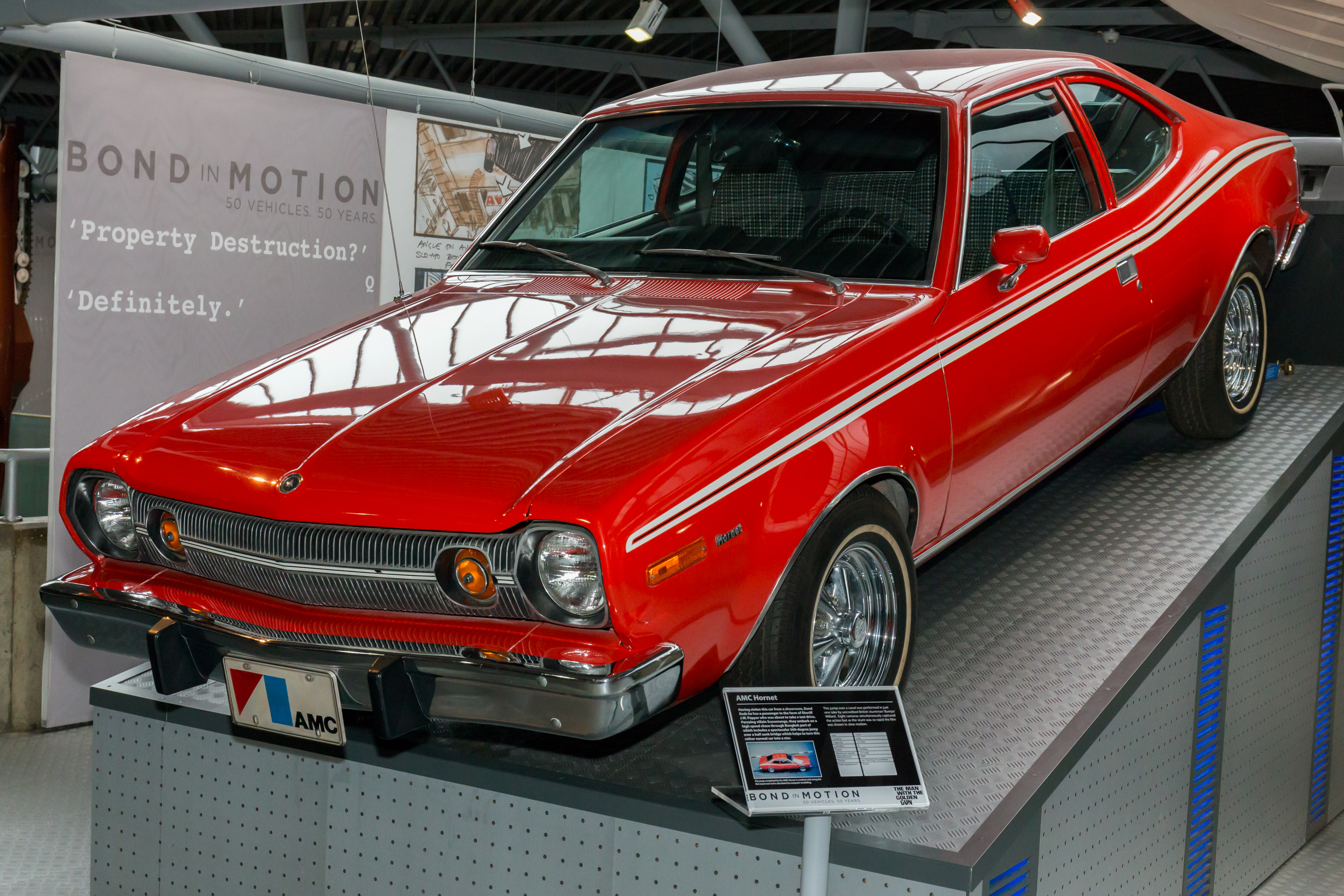
AMC Hornet użyty w filmie

Człowiek ze złotym pistoletem (ang. The Man with the Golden Gun) – brytyjski film szpiegowski z 1974 roku, dziewiąty film wytwórni EON Productions o przygodach Jamesa Bonda na podstawie trzynastej powieści o Bondzie autorstwa Iana Fleminga z 1965 roku.
Powieść powstała po śmierci autora (napisał ją inny pisarz na podstawie notatek Fleminga), ale za autora powieści uważa się Fleminga. W postać brytyjskiego agenta wcielił się po raz drugi Roger Moore. 007 dowiaduje się o planach zamachu na niego przygotowywanych przez zabójcę – Scaramangę.

## Fabuła
Do siedziby MI-6 w Londynie dociera dziwna przesyłka: złota kula z inskrypcją „007”. M przypuszcza, że jest to znak, że na celowniku jedynego człowieka posługującego się podobnymi (Francisco Scaramanga) kulami znajduje się James Bond. Ostrzega o tym agenta 007. James Bond postanawia zająć się sprawą i odłożyć misję, którą w tej chwili się zajmuje: śledzenie naukowca, niejakiego Gibsona wynalazcy Solexu – przełomowego agregatora energii słonecznej, który może rozwiązać narastający na świecie kryzys energetyczny. Korzystając ze wskazówki Monnypenny, Bond wyrusza do Bejrutu. Ma się tam spotkać z kochanką ostatniej ofiary Scaramangi by dowiedzieć się o nim i jego metodach więcej szczegółów. Podczas spotkania 007 odzyskuje kulę, którą zabito poprzednią ofiarę. W laboratorium Q, Bond dowiaduje się że kule są produkowane przez rusznikarza z Makau. Bond wyrusza na Daleki Wschód. W Makau spotyka się z rusznikarzem i wydobywa od niego informacje w jaki sposób i komu wyprodukowane dla Scaramangi złote kule są przekazywane. Okazuje się, że kule trafiają do niejakiej Andrei Anders, która potem wywozi je do Hongkongu. Bond śledzi Andreę i w brutalny sposób wydobywa z niej kolejne informacje. W Hongkongu kule odbierane są w jednym z klubów ze striptizem. Bond udaje się na miejsce gdzie... jest świadkiem zabójstwa naukowca Gibsona, wynalazcy Solexu. Solex przechwytuje karzeł Nick-Nack bezpośredni pomocnik Scaramangi. Tymczasem Bond zostaje aresztowany jako podejrzany w zabójstwie Gibsona. Jest to jednak tylko przykrywka. W rzeczywistości „hongkońscy policjanci” wiozą go do tajnej siedziby MI-6, gdzie Bond informuje M o sytuacji z Solexem i Gibsonem. Wygląda na to, że ktoś zlecił Scaramandze zabójstwo Gibsona. Podejrzanym jest Tajski milioner Hai-Fat. Ponieważ Scaramanga nikomu nie ujawnia swojego wizerunku, a jedyne co o nim wiadomo to to, że posiada 3 brodawki piersiowe, Bond postanawia udać się do Bangkoku do Hai-Fata pod przykrywką tego, że sam jest Scaramangą i w ten sposób poznać dalsze plany złoczyńcy. Niestety mistyfikacja nie udaje się, a Bond musi uciekać z siedziby Hai Fata i szkoły tajskiego boxu, w której został umieszczony. Ucieczka udaje się, tymczasem Scaramanga zabija Hai-Fata przejmując kontrolę nad jego majątkiem i Solexem.
Do Bonda dołącza jego nowa asystentka z MI-6; Mary Goodnight. W trakcie nocy spędzonej w hotelu z Andreą Anders, ta wyjawia mu, że to ona wysłała do Londynu złotą kulę z napisem 007. Chciała, aby Bond zabił jej kochanka Scaramangę. Andrea obiecuje, że dostarczy następnego dnia Bondowi skradziony przez Scaramangę i Nick Nacka Solex. Anders czeka na Bonda kolejnego dnia na widowni pokazu tajskiego boksu. Gdy pojawia się tam Bond, dziewczyna... już nie żyje. Na miejscu pojawiają się także Mary, pomocnik Bonda Hip, oraz Scaramanga i Nick Nack. Solex przechwytuje Mary Goodnight, jednak jej nieroztropność sprawia, że zostaje porwana przez Scaramangę i wywieziona w bagażniku jego samochodu razem z Solexem. Bond rusza za złoczyńcą nie udaje mu się jednak odzyskać Solexu i uratować Mary. Samochód Scaramangi zamienia się w samolot i odlatuje w nieznanym kierunku. Bond podążając za sygnałem nadajnika, w który wyposażona była Mary, trafia na jedną z rajskich tajlandzkich wysp, gdzie znajduje się główna kwatera Scaramangi. Okazuje się, że Scaramanga posłużył się Solexem do skonstruowania śmiercionośnej laserowej broni. Bond chce odzyskać Solex, zapobiegając w ten sposób światowemu kryzysowi energetycznemu, uwolnić Goodnight i ostatecznie rozprawić się ze Scaramangą i skonstruowaną przez niego laserową bronią.

## Produkcja
Sukces kasowy poprzedniego filmu, w którym debiutował w roli Bonda Roger Moore, skłonił producentów do szybkiego rozpoczęcia prac na planie "Bonda 9". Zaczęto od wyboru lokacji. Zdecydowano się ostatecznie na Tajlandię, Hongkong i Makau. Następnie przystąpiono do kompletowania obsady. Problemem było obsadzenie roli Scaramangi, wybrano Christophera Lee. Podczas castingów rolę głównej dziewczyny Bonda otrzymała Szwedka Britt Ekland, jej rodaczka Maud Adams, zagrała rolę drugoplanową. Do roli Nick Nacka wybrano francuskiego malarza i aktora Hervé Villechaizee'a. Prace na planie rozpoczęto 6 listopada 1973 roku niecałe 5 miesięcy po premierze poprzedniego ”bonda” - jako pierwsze kręcono zdjęcia we wnętrzach bez udziału Rogera Moore’a. Główny plan znajdował się w Pinewood. Z pracy na planie w pewnym momencie zrezygnował scenarzysta Tom Mankiewicz, zastąpił go Richard Maibum. W kwietniu 1974 roku ekipa przeniosła się do Tajlandii. Na zdjęcia w Bangkoku w kwietniu przybył po raz pierwszy na plan: Roger Moore. Z Bangkoku filmowcy przenieśli się do jednej z tajskich rybackich wiosek. Zakwaterowano ich w miejscowym domu publicznym z czego ekipa nie zdawała sobie sprawy. Warunki na planie członkowie ekipy wspominają jako złe i bardzo prymitywne. Z końcem kwietnia zdjęcia przeniesiono do Hongkongu, gdzie pracowano ponownie w luksusowych warunkach. W połowie maja rozpoczęto zdjęcia w Makau. 1 czerwca nakręcono scenę spiralnego skoku samochodowego. Scenę na arenie sportowej, w której ginie Andrea Anders, nakręcono na prawdziwej arenie, podczas zawodów, z udziałem prawdziwej publiczności. Pod koniec czerwca, z pracy na planie zrezygnował operator Ted Moore, po licznych perturbacjach zastąpił go Oswald Morris, dzięki czemu udało się zakończyć zdjęcia zgodnie z planem. Z Azji ekipa powróciła do studia w Londynie, by nakręcić sceny w gabinecie luster, oraz wnętrza siedziby Scaramangi. Zdjęcia zakończono 23 sierpnia 1974, światowa premiera odbyła się 19 grudnia 1974 roku.

## Obsada
- Roger Moore – James Bond
- Christopher Lee – Francisco Scaramanga
- Britt Ekland – Mary Goodnight
- Maud Adams – Andrea Anders
- Hervé Villechaize – Nick Nack
- Richard Loo – Hai Fat
- Soon-Tek Oh – porucznik Hip
- Bernard Lee – M
- Desmond Llewelyn – Q
- Lois Maxwell – panna Moneypenny
- Clifton James – szeryf J.W. Pepper
- Jay Sidow – Maybelle Pepper
- Marne Maitland – Lazar
- James Cossins – Colthorpe
- Gerald James – prof.  Frazier
- Yiu Lam Chan – Chula
- Qiu Yuen – Nara Hip
- Joie Vejjajiva – Cha Hip
- Sonny Caldinez – Kra
- Françoise Therry – Chew Mee
- Nikki van der Zyl –
  - Chew Mee (głos),
  - różne role (głos)
- Michael Goodliffe – szef sztabu Bill Tanner
- Gordon Everett – Gibson
- Wei Wei Wong – kelnerka z Bottoms Up
- Carmen du Sautoy – Saida
- Rocky Taylor – zbir z Bejrutu #1
- George Silver – zbir z Bejrutu #2
- Terence Plummer – zbir z Bejrutu #3
- Marc Lawrence – Rodney